# Wybory parlamentarne w Mołdawii w 2001 roku
Wybory parlamentarne w Mołdawii odbyły się 25 lutego 2001 roku. Zwyciężyła w nich Partia Komunistów Republiki Mołdawii, na którą zagłosowało 794 808 wyborców (50,07%), co dało jej 71 miejsc w parlamencie. Frekwencja w wyborach wyniosła 67,52%. Uprawnionych do głosowania było 2 379 491 obywateli Mołdawii.

## Wyniki
| Nazwa partii                                         | Głosy     | Procent | Mandaty | +/- |
| ---------------------------------------------------- | --------- | ------- | ------- | --- |
| Partia Komunistów Republiki Mołdawii                 | 794 808   | 50,07%  | 71      |     |
| Blok Wyborczy „Sojusz Braghisa”                      | 212 071   | 13,36%  | 19      |     |
| Mołdawska Chrześcijańsko-Demokratyczna Partia Ludowa | 130 810   | 8,24%   | 11      |     |
| Partia Odrodzenia i Pojednania                       | 91 894    | 5,79%   | 0       |     |
| Demokratyczna Partia Mołdawii                        | 79 757    | 5,02%   | 0       |     |
| Narodowa Partia Liberalna                            | 44 548    | 2,81%   | 0       |     |
| Socjaldemokratyczna Partia Mołdawii                  | 39 248    | 2,47%   | 0       |     |
| Niezależni i inne ugrupowania                        | 194 122   | 12,23%  | 0       |     |
| Suma (frekwencja 67,52%)                             | 1 606 703 | 100,00% | 101     |     |
| Głosy nieważne                                       | 19 446    | 1,21%   | -       |     |